# Abdulrahman al-Awlaki
Abdulrahman al-Awlaki   (Denver, 26 d'agost de 1995 - Iemen, 14 d'octubre de 2011) també escrit al-Aulaqi, va ser un americà de 16 anys d'origen iemenita que va morir mentre sopava en un restaurant al Iemen per un atac aeri amb drons ordenat pel president dels Estats Units, Barack Obama, el 14 d'octubre de 2011. El pare d'Abdulrahman al-Awlaki, Anwar al-Awlaki, va ser suposat líder operacional d'Al-Qaeda a la península Aràbiga. Anwar va ser assassinat per un atac de drons de la CIA també ordenat per Obama dues setmanes abans de l'assassinat del seu fill.

## Mort
Els grups de drets humans es van preguntar per què Al-Awlaki va ser assassinat pels Estats Units en un país amb el qual no estaven en guerra. Jameel Jaffer, subdirector legal de la Unió Americana de Llibertats Civils, va afirmar: "Si el govern llença míssils Predator contra ciutadans nord-americans, segurament el públic nord-americà té dret a saber qui és l'objectiu i per què".
Funcionaris nord-americans que parlaven sota condició d'anonimat van declarar que l'objectiu de l'atac aeri del 14 d'octubre del 2011 era Ibrahim al-Banna, un egipci que es creu que era un alt agent d'Al-Qaeda a la península Aràbiga. Un altre funcionari de l'administració dels Estats Units que va parlar amb la condició d'anonimat va descriure Abdulrahman al-Awlaki com un espectador que estava "al lloc equivocat en el moment equivocat", afirmant que "el govern dels EUA no sabia que el fill del senyor Awlaki hi era" abans de l'atac aeri que es va ordenar.
Pressionat per un periodista l'exsecretari de premsa de la Casa Blanca, Robert Gibbs, va desviar la culpa al pare de la víctima: "Us suggereixo que tingueu un pare molt més responsable si esteu veritablement preocupats pel benestar dels vostres fills. No crec que convertir-se en terrorista jihadista d'Al-Qaeda sigui la millor manera de fer-ho".
El 29 de gener de 2017, la filla de 8 anys d'Anwar al-Awlaki, Nawar al-Awlaki, germana d'Abdulrahman al-Awlaki, també fou assassinada en una incursió a Yakla, en un atac ordenat pel president Donald Trump.